# Odynerus auratus
Odynerus auratus är en getingart som beskrevs av Henri Saussure 1858.
Odynerus auratus ingår i släktet lergetingar och familjen getingar. Inga underarter finns listade i Catalogue of Life.